# キーウテレビ塔
キーウテレビ塔（キーウテレビとう、宇: Київська телевізійна вежа、クィーイィウスィカ・テレヴィズィーナ・ヴェージャ、露: Киевская телебашня、キーイェフスカヤ・チリバーシュニャ）は、ウクライナの首都キーウに位置する、高さ385mの鉄塔である。

## 概要
格子構造をもつ鉄塔としては世界第1位の高さである。ソビエト連邦が経済・文化的に発展を極めた1968年から1973年にかけて建設され、FM・TV放送に使われる電波塔である。所在地はキーウ中心街に近いシェウチェンコ地区ルキヤニーウカで、メリニコフ大通りに面している。最寄り駅はキーウ地下鉄3号線のドロホジチ駅である。塔施設は、一般人には開放されていない。

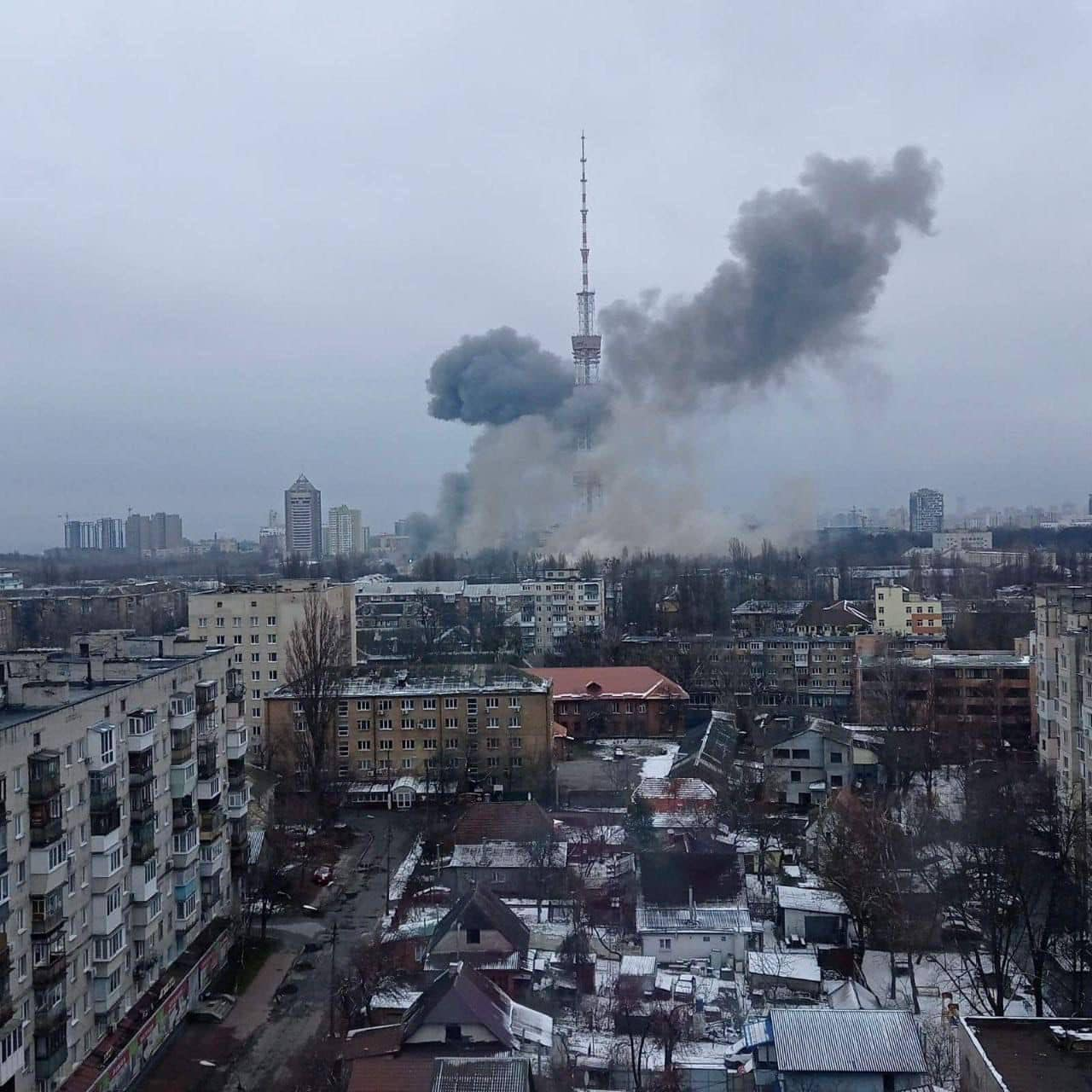
ロシアに攻撃された塔

2022年2月24日、ロシアがウクライナ全土に軍事侵攻した。キーウの戦いが繰り広げれていた3月1日にはテレビ塔がロシア軍による攻撃で5人が死亡、5人が負傷した。この攻撃で一部の国営放送が停止したが、塔は倒壊を免れた。また、付近にあるバビ・ヤールも被害を受け、ウクライナ当局はロシアを名指しで批判した。